# 佐野弘樹
佐野 弘樹（さの ひろき、1993年12月8日 - ）は日本の俳優。

## 出演

### 映画
- FUNNY BUNNY (2021年)
- この街と私 (2022年)
- 焼け石と雨粒 (2022年)
- TOCKA タスカー (2023年)
- SUPER HAPPY FOREVER (2024年)
- Good Luck（2025年公開予定）- 主演・大山太郎 役[1]

### テレビドラマ
- 連続テレビ小説 舞いあがれ! (2022年10月3日 - 2023年3月31日、NHK) - 水島祐樹 役
- Dr.チョコレート (2023年4月22日 - 6月24日、日本テレビ) - 堤直人 役
- 夜ドラ 褒めるひと 褒められる人 (2023年6月12日 - 8月3日、NHK) - 吉田翔太 役
- 夜ドラ 未来の私にブッかまされる!? (2024年10月7日 - 11月28日、NHK) - 清水開 役
- まどか26歳、研修医やってます! (2025年1月14日 - 3月18日、TBS) - 桜井勇気 役
- こんばんは、朝山家です。（2025年7月6日 - 、朝日放送テレビ・テレビ朝日） - 畠山想 役[2]